# Kościół św. Jana Apostoła i Ewangelisty w Bydgoszczy

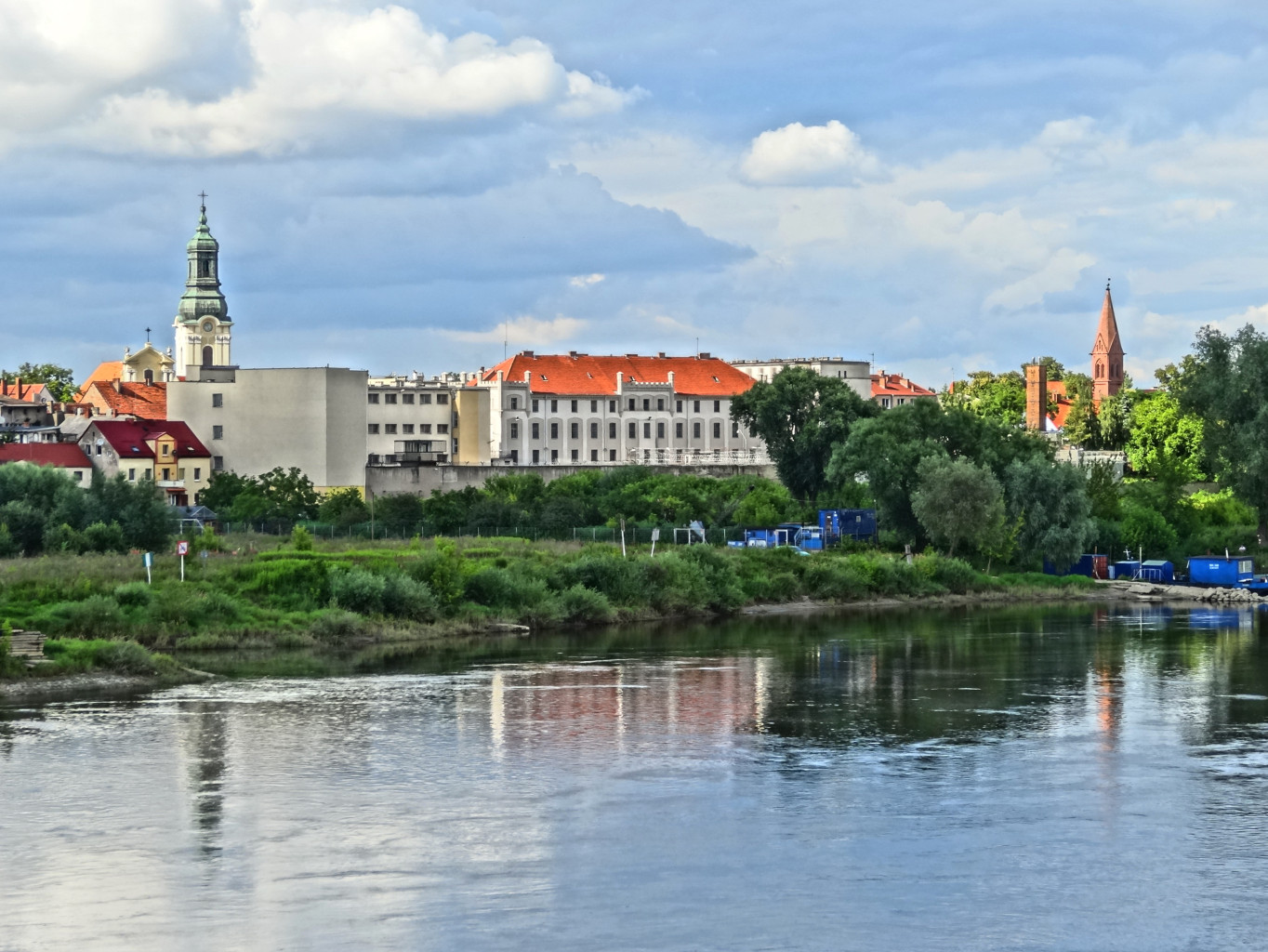
W panoramie nadwiślańskiej

Kościół św. Jana Apostoła i Ewangelisty w Bydgoszczy – kościół położony w Bydgoszczy, którego patronem jest św. Jan Apostoł i Ewangelista.

## Położenie
Kościół znajduje się przy ul. gen. W. Sikorskiego w Starym Fordonie we wschodniej części Bydgoszczy.

## Historia
Budowa kościoła odbyła się w kontekście rozwoju ewangelickiej architektury sakralnej w Bydgoszczy i na jej przedmieściach w XIX wieku.
Ewangelicy w Fordonie zjawili się po 1772 r. Byli to osadnicy niemieccy zachęceni polityką protekcyjną królów pruskich. Początkowo należeli oni do gminy w Bydgoszczy, utworzonej w 1773 r. Projekt powołania odrębnej gminy w Fordonie uzyskał poparcie samego króla Fryderyka Wilhelma III, ale jego realizacji przeszkodziły wydarzenia z 1806 r.. Dopiero w 1822 r. doszło do utworzenia gminy ewangelicko-unijnej z siedzibą w Fordonie, do której zaliczonych zostało blisko 2 tys. ewangelików z 36 pobliskich miejscowości. 
Kościół miejscowy miał charakter unijny, nad którym nadzór sprawował Generalny Superintendent w Poznaniu.
W 1824 r. wybudowano pastorówkę, w której znajdowała się także siedziba szkoły ewangelickiej. W budynku tym mieściła się również sala modlitwy przed wybudowaniem Kościoła. Zaś w związku z problemem gminy dotyczącym spłaty kredytu pod budowę Kościoła, wspólnota Ewangelicka w 1886 roku zdecydowała się zrzec prawa do budynków szkolnych, które po dziś dzień mieszczą się przy ulicy Wyzwolenia 4. W 1888 roku  samym czasie oddano do pochówków cmentarz ewangelicki przy ul. Cechowej, przylegający do cmentarza katolickiego.
Budowę kościoła rozpoczęto dnia 16 października 1878 roku, a nie jak podaje się w przewodnikach turystycznych w 1877 roku. Budowę świątyni zakończono w listopadzie 1879 roku. A 27 listopada 1879 świątynia została uroczyście poświęcona przez Konsystorialnego Superintendeta Taube z Bromberga. Jednakże wyposażanie i wykańczanie świątyni trwało jeszcze do 1892 roku. Architekturę kościoła utrzymano w stylu neogotyckim, z elewacją z czerwonej klinkierowej cegły. Widoczne dzisiaj: wieża i zakrystia zostały dobudowane prawdopodobnie w pierwszym dziesięcioleciu XX wieku. Świątynia otrzymała wezwanie św. Jana Apostoła.
Kościół wyposażono w dwa dzwony z brązu oraz organy Wilhelma Sauera z Frankfurtu pozyskane za cenę 4 tys. marek. 
Na budowę kościoła gmina fordońska uzyskała pożyczkę 21 tys. marek, która później została częściowo pokryta przez skarb państwa.
Rozkwit parafii ewangelickiej w Fordonie przypadł na lata 1850–1914. Niemcy wyznania ewangelickiego stanowili wówczas większość społeczeństwa Fordonu i okolic. Po I wojnie światowej gmina skurczyła się do 900 osób, a przed samą II wojną światową do zaledwie 300.
W latach międzywojennych parafia ewangelicka obejmowała miejscowości: Strzelce Dolne, Strzelce Górne, Jarużyn, Miedzyń, Mariampol, Zofin, Łoskoń, Pałcz, Czarnówko, Siernieczek i Brdyujście. 
W 1929 r. w 50-lecie kościoła świątynię wyremontowano dzięki pomocy Gustav Adolf Verein we Wrocławiu. Wykonano m.in. wielki dywan ołtarzowy z czystej wełny oraz pomalowano prezbiterium farbą w kolorze błękitu. Sprowadzono również dwa dzwony stalowe z giserni Schellinga w Apolda (Niemcy). 
W 1933 r. kościołowi ewangelickiemu w Fordonie przyznano te same przywileje i prawa jakie miał kościół katolicki.
Celom sakralnym obiekt służył do 1945 r., do czasu gdy członkowie niemieckiej parafii ewangelickiej opuścili Polskę. Świątynia została przejęta przez starostwo Bydgoszczy i oddana katolikom podobnie jak 16 innych kościołów ewangelickich w Bydgoszczy i powiecie. Niestety, kilkuletnia zwłoka ze strony władzy duchownej w wyegzekwowaniu tego postanowienia doprowadziła do przeszło trzydziestoletniej zwłoki w przejęciu kościoła. 
Władze pod koniec lat 40. nie były już skłonne oddać obiektu i urządziły w nim magazyn zboża, a w latach 50. magazyn odzieży ochronnej.
W latach 70. XX w. zdewastowany budynek został przeznaczony przez władze do rozbiórki.
Miał on zniszczony dach, pęknięcia ścian, zniszczony filar wieży, ubytki w fundamentach i ścianach, brak drzwi oraz jakichkolwiek ruchomości wewnątrz, braki w balustradach na balkonach, zdewastowaną stolarkę okienną.
W tym samym czasie starania o odzyskanie budynku dla celów kultu religijnego podejmował proboszcz parafii św. Mikołaja, ks. Stanisław Grunt. Starania te przyniosły skutek dopiero w 1983 r., kiedy oficjalnie świątynię przekazano parafii św. Mikołaja. W latach 1983–1985 przeprowadzono kapitalny remont. 1 listopada 1985 r. ks. bp Marian Przykucki dokonał ponownego poświęcenia świątyni, przeznaczając ją dla ośrodka Duszpasterstwa Akademickiego “Emaus”. W tym czasie w pastorówce urządzono żłobek.
W 1990 r. została erygowana parafia pw. św. Jana Apostoła i Ewangelisty. 
Wezwanie kościoła dało początek pomysłowi, aby nowo budowane świątynie Fordonu otrzymały wezwania pozostałych ewangelistów, co też się stało.
W latach 90. XX w. świątynię wyposażono w sprzęt sakralny (ławki, konfesjonały, tabernakulum, kielichy, puszki, bieliznę kościelną) i przystosowano ostatecznie do sprawowania liturgii katolickiej. W 2001 r. kościół uzyskał zewnętrzną iluminację świetlną. W 2017 planowany jest remont wieży.

## Architektura
Kościół zbudowany został w stylu neogotyku, popularnie stosowanym w Bydgoszczy w architekturze sakralnej w II połowie XIX wieku.
Świątynia jest trójnawowa, o układzie bazylikowym, z prezbiterium skierowanym na wschód. Jest ono zamknięte trójboczną apsydą oraz zakrystią.
Na osi elewacji południowej znajduje się wysoka wieża z iglicą. W przyziemiu znajduje się kruchta, która pierwotnie stanowiła wejście główne. Kościół na zewnątrz jest oszkarpowany. Część otworów okiennych wykonano w formie rozet, inne zamknięto łukiem ostrym.

## Wnętrze
Wnętrze kościoła jest bardzo surowe, z zachowaniem stylu neogotyckiego. Tradycyjny wystrój wyróżnia się potężnymi emporami, charakterystycznymi dla kościołów ewangelickich.
Nawy boczne pokryte są stropami płaskimi, a nawa główna stropem załamanym pośrodku.
Współczesne umeblowanie oraz wystrój kościoła zaprojektowali w latach 90. XX wieku artyści plastycy: Halina i Włodzimierz Krzemkowscy z Bydgoszczy.
W kościele wiszą dwa obrazy: Matki Bożej Nieustającej Pomocy i św. Jana, patrona kościoła, spoczywającego na piersiach Pana Jezusa podczas Ostatniej Wieczerzy. Autorem obydwu obrazów oraz obrazów stacji Drogi Krzyżowej jest artysta plastyk Władysław Burchardt.
Od 1995 roku na wieży kościoła zawieszone są trzy dzwony o wadze 450, 250 i 170 kg i imionach: Maryja, Jan Apostoł i Tomasz Apostoł.

## Galeria

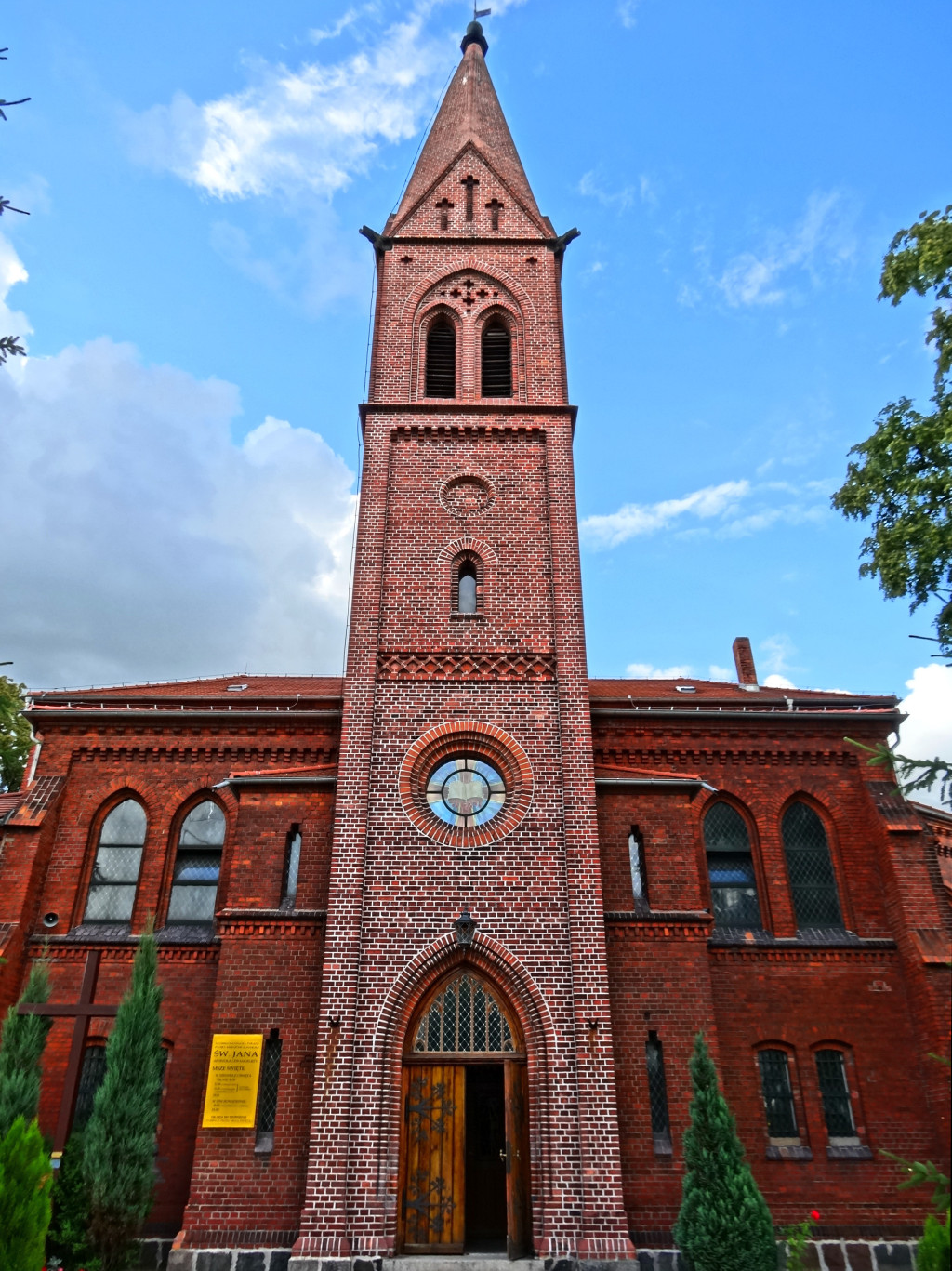
Fasada południowa
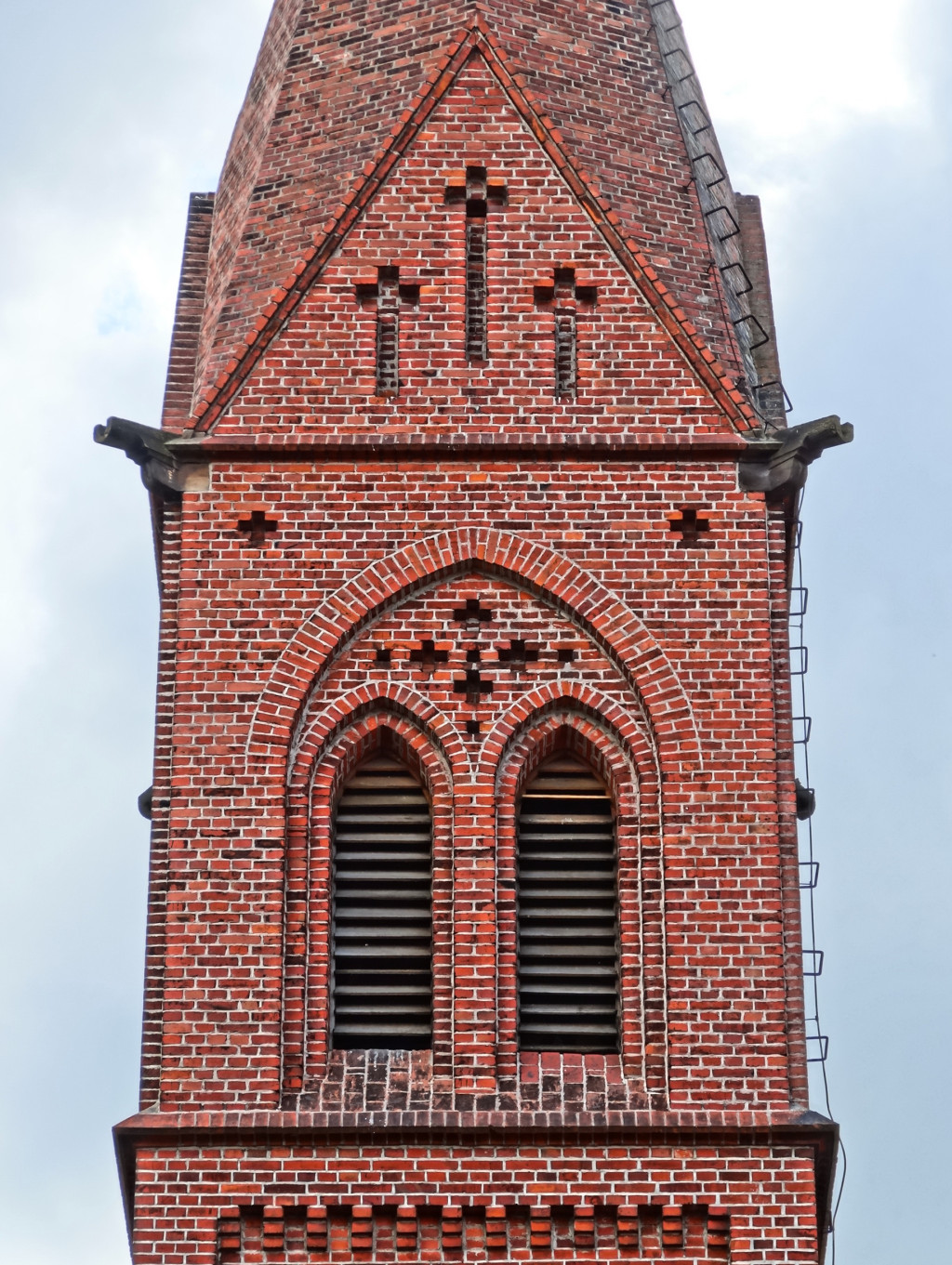
Wieża
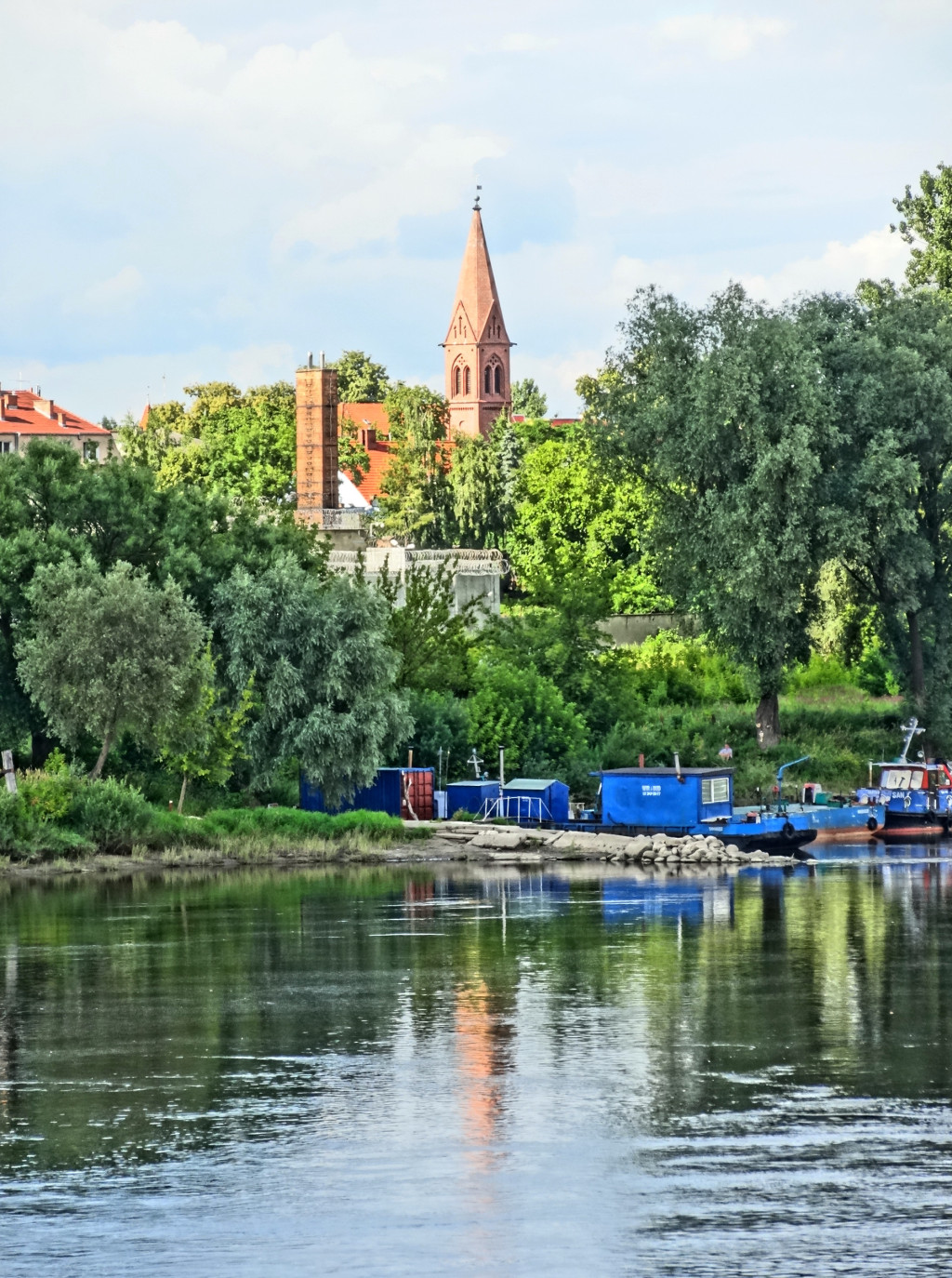
Widok od Wisły
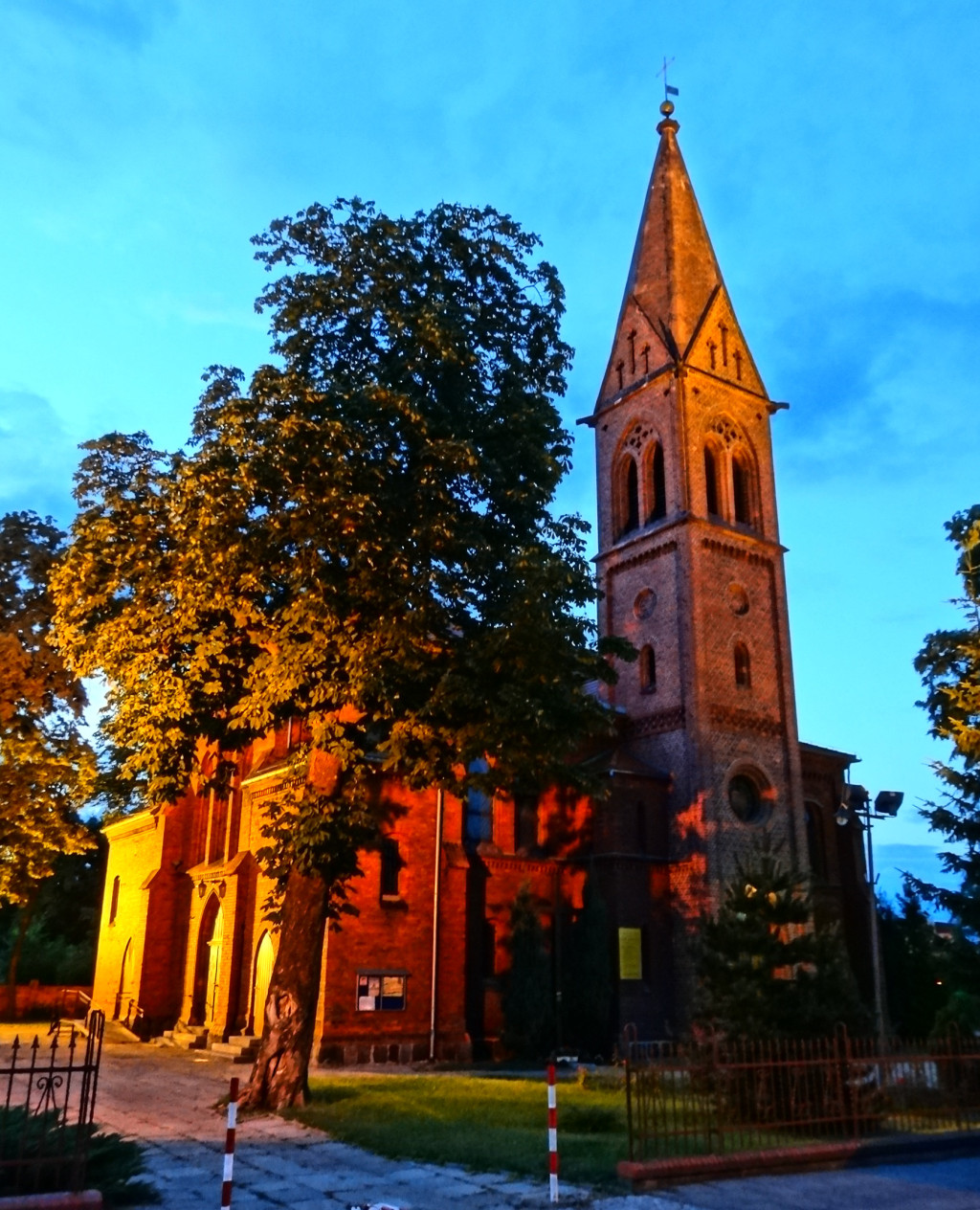
Nocą
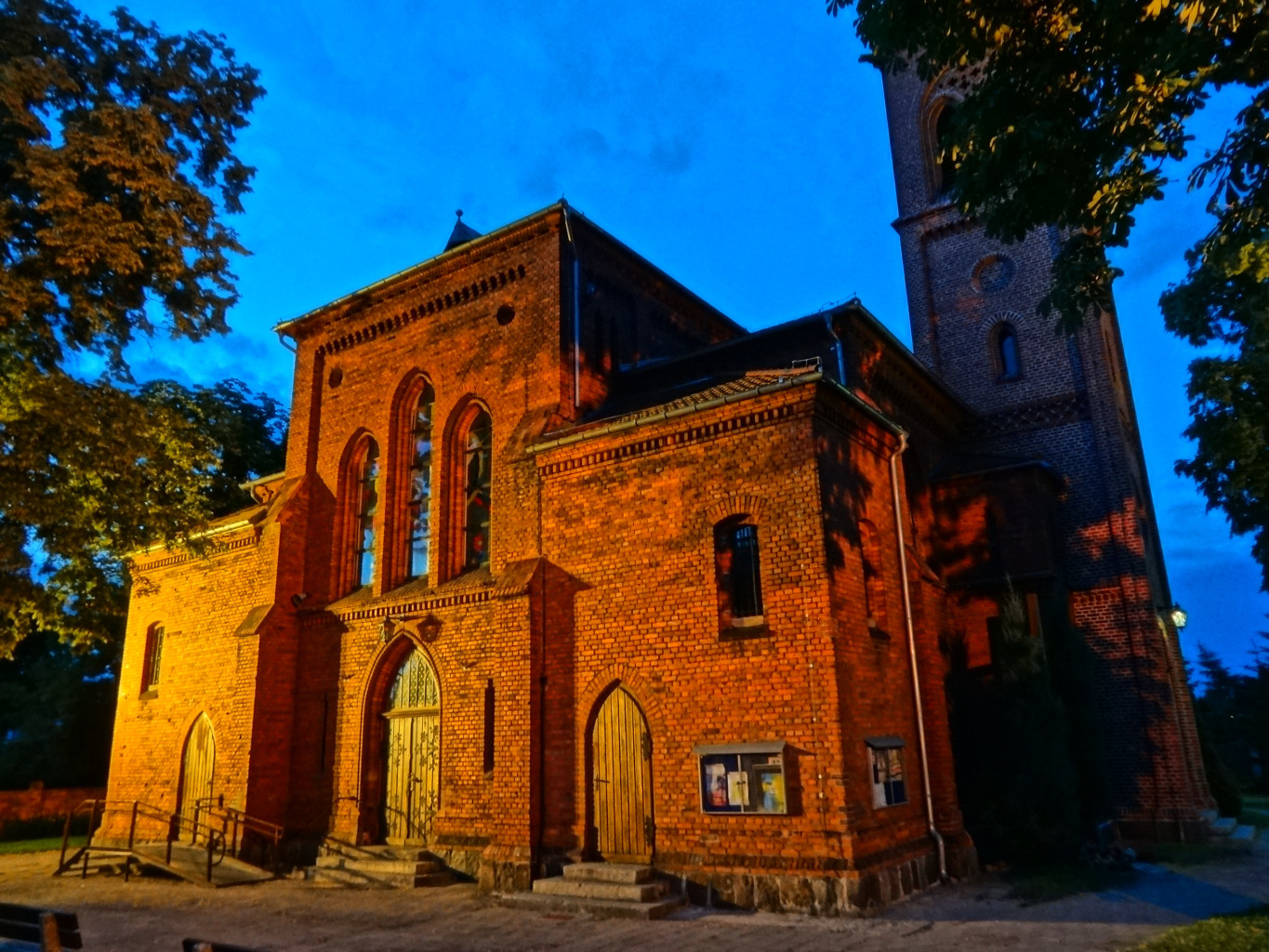
Od zachodu
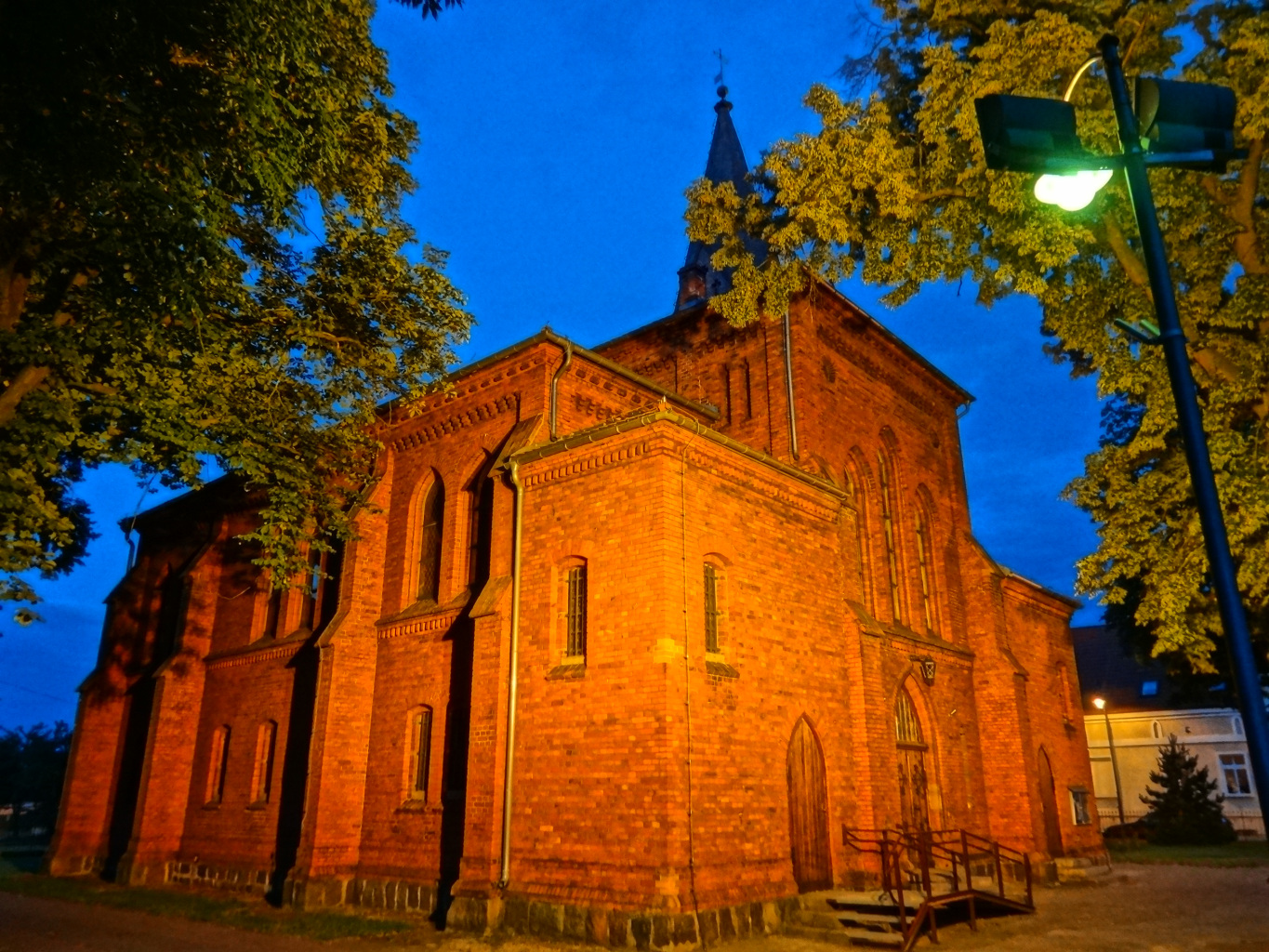
Z północnego zachodu
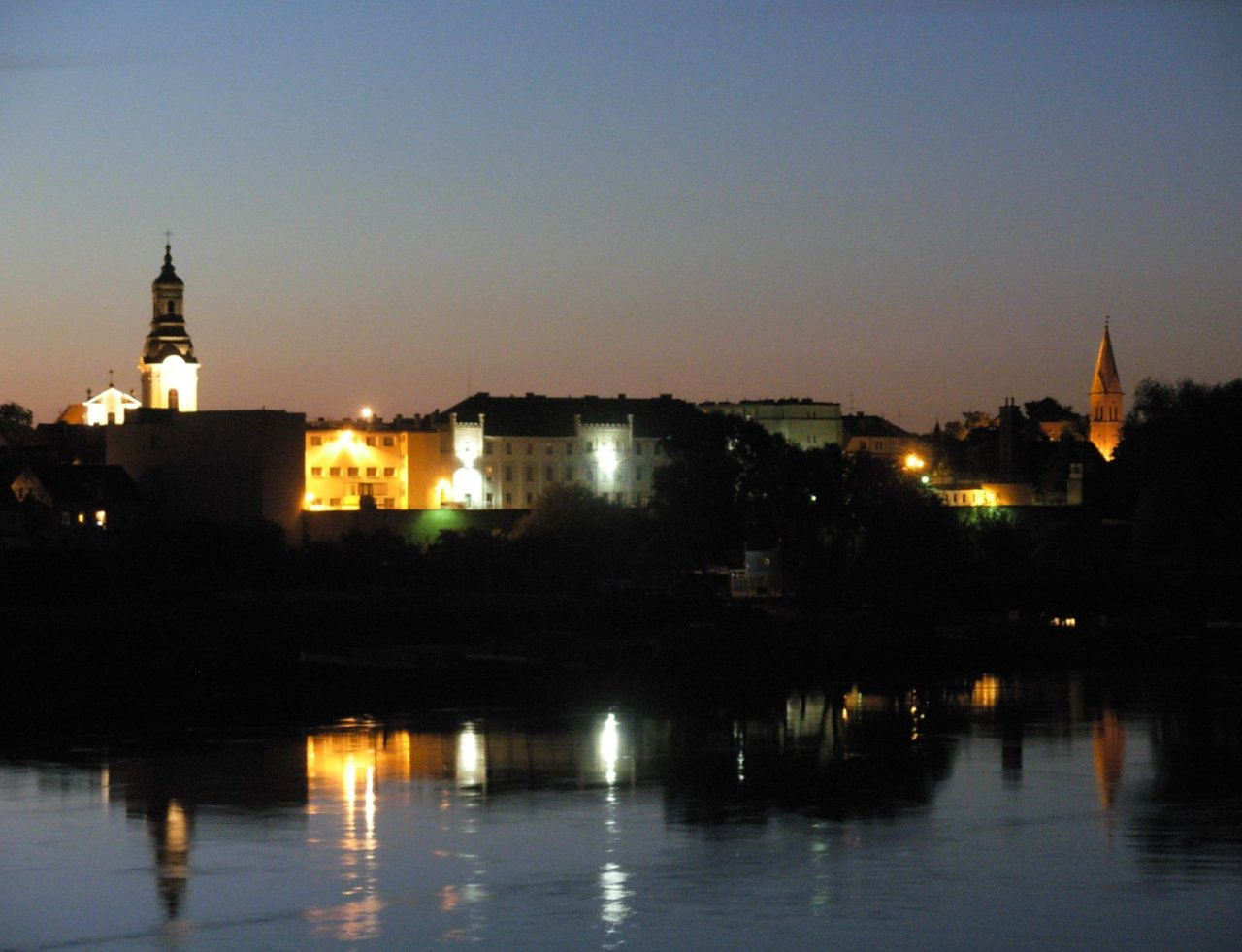
Kościoły Starego Fordonu o zmierzchu